# Maria Josefa Marzo
Maria Josefa Marzo ( Bilbao)  es una periodista española residente en Bilbao, conocida también como Pepa Marzo especializada en temas económicos, sociales y políticos. Estudió la carrera de periodismo en la Universidad de Navarra.  

## Artículos publicados en Bilbao.net
Directorio en el repositorio digital de las bibliotecas Municipales de Bilbao denominado Bilbao-net . El Periódico municipal Bilbao.net publica artículos sobre temas políticos, económicos y sociales. En el directorio de este enlace existen 148 artículos  de la autora desde el año 1989. Algunos ejemplosː  de las publicaciones de la autora
Prioridades económicas y presidencia de la UE en el año 2023. 
Hay que localizar Europa 2015 
En 2002 Bilbao calidad y conocimiento, desarrollo económico y social
Bilbao, reflexiones y estrategias 2015.
Bilbao, capital de la Euro-región Atlántica  1989

## Libros
Gente de Bilbao, Bilbaínos en la historia publicado en 1989